# Distrito electoral local 10 de Hidalgo
El Distrito electoral local 10 de Hidalgo es uno de los dieciocho distritos electorales Locales del estado de Hidalgo para la elección de diputados locales. Su cabecera es la ciudad de Zempoala.

## Historia

### Zempoala como cabecera distrital

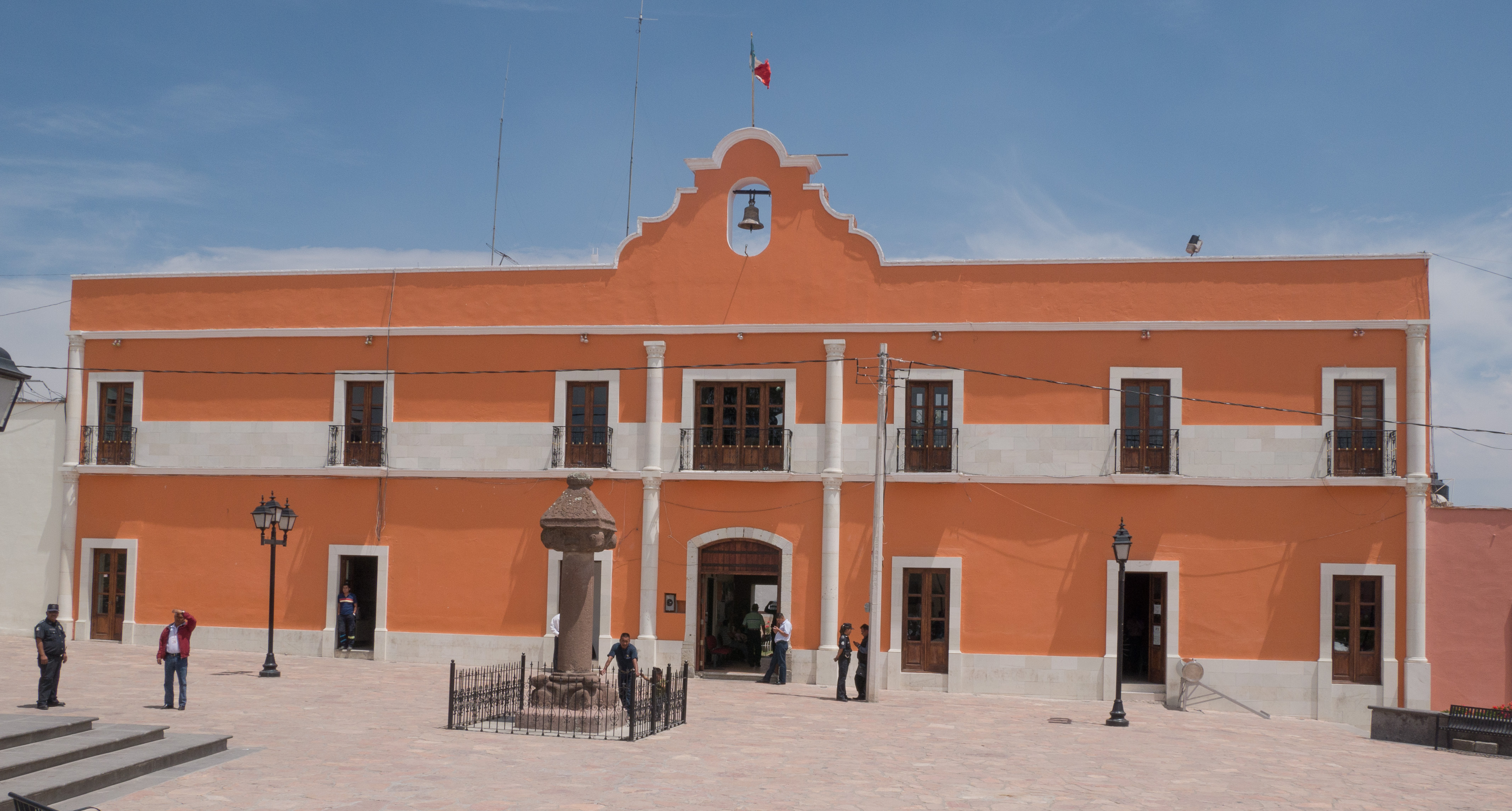
Zempoala sede del Consejo distrital.

En el año 2023, se aprobó una nueva demarcación territorial, quedando Zempoala como cabecera distrital.

## Demarcación territorial
Este distrito está integrado por un total de ocho municipios, que son los siguientes:
- Epazoyucan, integrado por 11 secciones electorales.
- Mineral del Monte, integrado por 12 secciones electorales.
- Omitlán de Juárez, integrado por 10 secciones electorales.
- Santiago Tulantepec de Lugo Guerrero, integrado por 11 secciones electorales.
- Singuilucan, integrado por 11 secciones electorales.
- Tlanalapa, integrado por 8 secciones electorales.
- Villa de Tezontepec, integrado por 7 secciones electorales.
- Zempoala, integrado por 17 secciones electorales.

## Diputados por el distrito
- LXIII Legislatura
  - Manuel Fermín Rivera Peralta, PRI (2016-2018).[6][7]
- LXIV Legislatura
  - Rafael Garnica Alonso, MORENA (2018-2021).[8][9]
- LXV Legislatura
  - Jorge Hernández Araus, MORENA (2021-2024).[10]
  - Jorge Daniel Tapia Garcia, MORENA (2024).[11]